# Tomás Guasch
Tomás Guasch Guasch (Barcelona, 29 de marzo de 1953) es un periodista español que ejerce como comentarista de los programas Tiempo de juego y El Partidazo  de la Cadena COPE. Además colaboró en el Diario Marca y en las cadenas de televisión de Mediaset España (Cuatro y Energy).

## Biografía
Tomás Guasch Guasch nació en Barcelona en 1953, y se licenció en periodismo en la Universidad Autónoma de Barcelona. Comenzó a labrar su carrera como periodista en medios locales, y más tarde en otros provinciales como Solidaridad Nacional y El Correo Nacional. Con el paso del tiempo se especializa en el periodismo deportivo.
Desde 1981 hasta 1996 trabajó en la redacción de El Mundo Deportivo, donde fue ascendiendo posiciones y llegó a ocupar el cargo de redactor jefe de la sección de fútbol. Durante esos años también comienza a realizar colaboraciones para la radio, en el programa El Penalty de Onda Cero (1991 a 1993), y más tarde en El Larguero y en Carrusel Deportivo de la Cadena SER como comentarista. En 1992, colaboró con la Cadena SER comentando los partidos de la selección española de fútbol en los juegos Olímpicos de Barcelona.
En 1996 el Grupo Prisa, propietario de la Cadena SER, se hizo con el control del diario deportivo AS, situando como director a Alfredo Relaño, quien contrató a Tomás Guasch para que ejerciera como subdirector del periódico y responsable de la delegación en Cataluña. Ocupó ese cargo durante 14 años y se encargó de redactar artículos de opinión sobre la actualidad deportiva y el Real Madrid, así como las crónicas del RCD Español, equipo del que es socio y declarado seguidor. 
A lo largo de su carrera ha colaborado como comentarista en varios programas y tertulias deportivas de televisión, como El Rondo de La 2, Avispas y Tomates de Aragón TV y dentro de la sección "Puente aéreo" del programa Fútbol es Fútbol, en Telemadrid. 
En agosto de 2010 Guasch dejó la SER y con Paco González, Pepe Domingo Castaño y otros colaboradores de Carrusel Deportivo, se marchó a la Cadena COPE para formar parte de Tiempo de juego en la redacción de Barcelona, junto a Manolo Oliveros y Quique Iglesias. Aunque en un principio se mantuvo como redactor jefe de As y su director contó con él para continuar en el diario, Prisa —grupo editor del periódico— ordenó su despido disciplinario. Un año después, fue contratado por el diario Marca como columnista y cronista del RCD Español, tras pactar con su anterior diario el finiquito. En noviembre de 2016 fue despedido del Marca. También participa semanalmente en el programa Versió RAC 1 de la emisora catalana RAC 1.
En el ámbito personal, está casado y tiene dos hijos, entre ellos la también periodista Susana Guasch.